# Virginia Military Institute

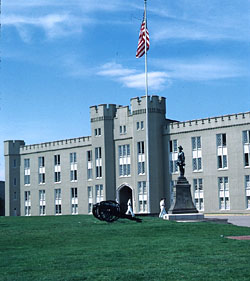
Budynek główny uczelni

Virginia Military Institute (VMI) – założona w 1839 roku akademia wojskowa położona w mieście Lexington w stanie Wirginia. Jest to najstarszy w Ameryce college stricte wojskowy – wszyscy uczęszczający do niego studenci są kadetami. Generał John Pershing nazwał VMI "West Pointem Południa".
Kadeci i absolwenci VMI odegrali ważną rolę podczas wojny secesyjnej. Absolwenci VMI byli uznawani za najlepszych oficerów Południa, kilku z nich wyróżniło się w siłach Unii. W armii Konfederatów piętnastu absolwentów awansowało do stopnia generała. Trzecia część oficerów polowych w pułkach Wirginii w 1861 była absolwentami VMI. Z 1902 uczniów uczęszczających do VMI 1781 walczyło dla Południa.
VMI była uczelnią wyłącznie męską aż do 1997 roku kiedy to sąd zadecydował, że szkoła, która jest utrzymywana z budżetu stanowego, nie może dyskryminować czy wykluczać potencjalnych studentów ze względu na ich płeć. W odróżnieniu od innych szkół wojskowych, w których stosowane są inne standardy i regulaminy dla mężczyzn i kobiet w VMI obowiązuje tylko jeden, bardzo wymagający regulamin sprawności fizycznej.